# Duitsland op het Eurovisiesongfestival 2016

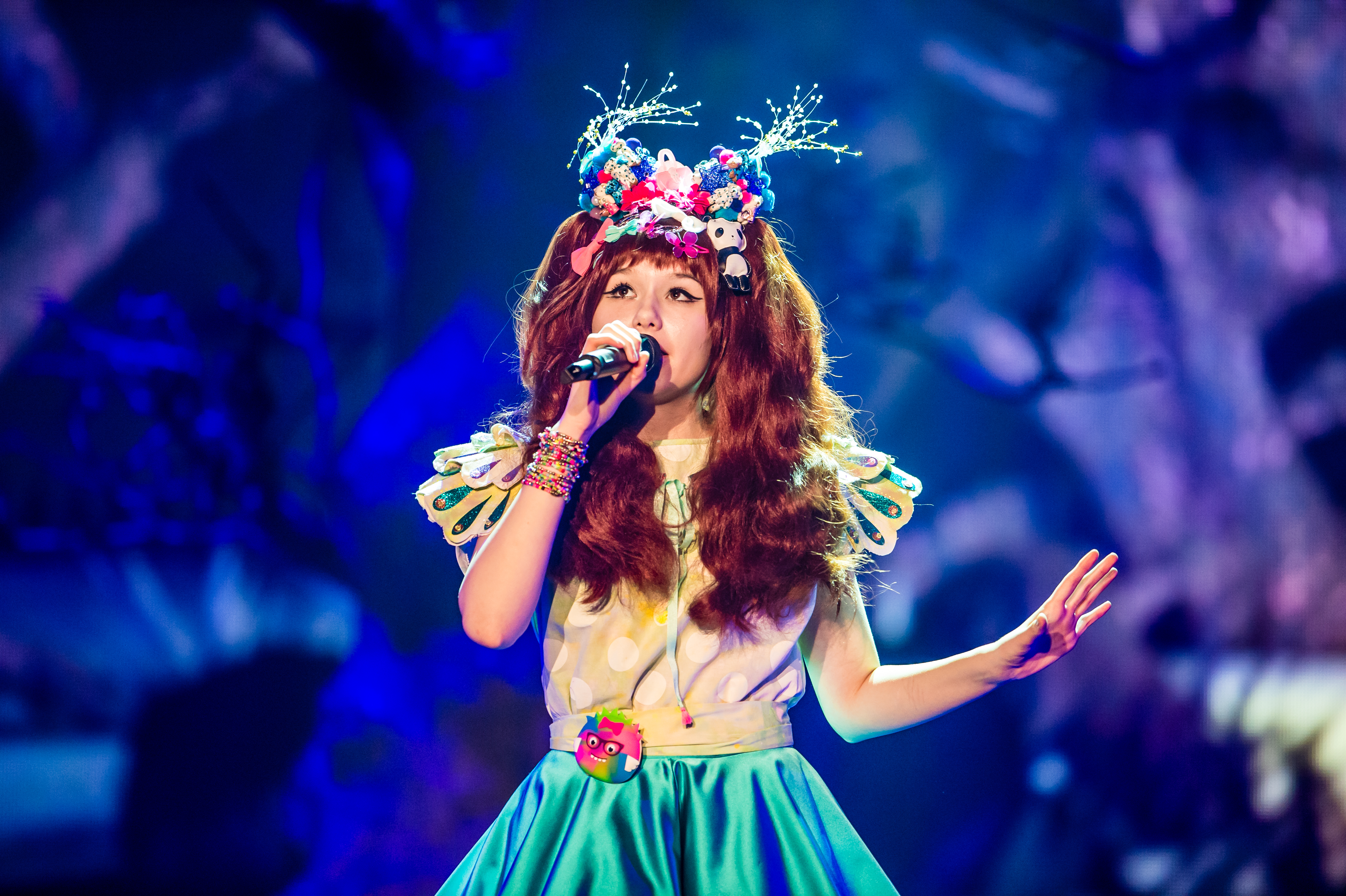
Jamie-Lee Kriewitz tijdens Unser Lied für Stockholm

Duitsland nam deel aan het Eurovisiesongfestival 2016 in Stockholm, Zweden. Het was de 60ste deelname van het land op het Eurovisiesongfestival. ARD was verantwoordelijk voor de Duitse bijdrage voor de editie van 2016.

## Selectieprocedure
Op 19 november 2015 maakte de ARD bekend Xavier Naidoo intern gekozen te hebben om Duitsland te vertegenwoordigen op het festival. Deze keuze zorgde in Duitsland voor veel commotie. De zanger staat bekend om zijn politieke standpunten en is een vermeend homofoob. Er werd zelfs een online petitie gestart met als doel de ARD over te halen een nieuwe artiest te selecteren. Binnen drie dagen werd deze petitie meer dan 15.000 keer getekend.
Dit alles dwong de ARD met een statement naar buiten te komen, waarin men stelde dat Naido geen extreemrechtse aanhanger, homofoob of antisemiet is. Naidoo zelf kwam met een eigen verklaring, waarin hij beweerde vanaf zijn eerste optreden ooit op een podium open te hebben gestaan voor vrijheid, tolerantie en liefde. Op 21 november 2015 maakte de ARD bekend Xavier Naidoo terug te hebben getrokken als kandidaat, en op zoek te zullen gaan naar een nieuwe kandidaat voor het Eurovisiesongfestival 2016 in Stockholm.
Begin januari maakte ARD bekend dat er een nationale finale zal worden georganiseerd, onder de naam Unser Lied für Stockholm. De show vond op 25 februari plaats in Keulen en werd gepresenteerd door Barbara Schöneberger. Er werden 150 inzendingen ontvangen waaruit een tienkoppige vakjury er tien weerhield voor deelname. De selectie was volledig in handen van het televotende publiek. In een eerste fase werden drie superfinalisten gekozen, waarna men opnieuw kon stemmen op diens favoriet. Uiteindelijk ging Jamie-Lee Kriewitz met de zegepalm aan de haal.

## Unser Lied für Stockholm
25 februari 2016
| Plaats | Artiest            | Lied                              | Stemmen |
| ------ | ------------------ | --------------------------------- | ------- |
| 1      | Jamie-Lee Kriewitz | Ghost                             | 28,78 % |
| 2      | Avantasia          | Mystery of a blood red rose       | 16,19 % |
| 3      | Alex Diehl         | Nur ein Lied                      | 16,12 % |
| 4      | Laura Pinski       | Under the sun we are one          | 11,11 % |
| 5      | Gregorian          | Masters of chant                  | 9,06 %  |
| 6      | Luxuslärm          | Solange Liebe in mir wohnt        | 5,52 %  |
| 7      | Ella Endlich       | Adrenalin                         | 5,34 %  |
| 8      | Keøma              | Protected                         | 3,32 %  |
| 9      | Joco               | Full moon                         | 2,93 %  |
| 10     | Woods of Birnam    | Lift me up (from the underground) | 1,63 %  |

Superfinale
| Plaats | Artiest            | Lied                        | Stemmen |
| ------ | ------------------ | --------------------------- | ------- |
| 1      | Jamie-Lee Kriewitz | Ghost                       | 44,50 % |
| 2      | Alex Diehl         | Nur ein Lied                | 33,90 % |
| 3      | Avantasia          | Mystery of a blood red rose | 21,60 % |

## In Stockholm
Als lid van de vijf grote Eurovisielanden mocht Duitsland rechtstreeks deelnemen aan de grote finale, op zaterdag 14 mei 2016. Daarin trad Duitsland als tiende van de 26 acts aan. Het land haalde de laatste plaats.
1956 · 1957 · 1958 · 1959 · 1960 · 1961 · 1962 · 1963 · 1964 · 1965 · 1966 · 1967 · 1968 · 1969 · 1970 · 1971 · 1972 · 1973 · 1974 · 1975 · 1976 · 1977 · 1978 · 1979 · 1980 · 1981 · 1982 · 1983 · 1984 · 1985 · 1986 · 1987 · 1988 · 1989 · 1990 · 1991 · 1992 · 1993 · 1994 · 1995 · 1996 · 1997 · 1998 · 1999 · 2000 · 2001 · 2002 · 2003 · 2004 · 2005 · 2006 · 2007 · 2008 · 2009 · 2010 · 2011 · 2012 · 2013 · 2014 · 2015 · 2016 · 2017 · 2018 · 2019 · 2020 · 2021 · 2022 · 2023 · 2024 · 2025
Albanië · Armenië · Australië · Azerbeidzjan · België · Bosnië en Herzegovina · Bulgarije · Cyprus · Denemarken · Duitsland · Estland · Finland · Frankrijk · Georgië · Griekenland · Hongarije · Ierland · IJsland · Israël · Italië · Kroatië · Letland · Litouwen · Macedonië · Malta · Moldavië · Montenegro · Nederland · Noorwegen · Oekraïne · Oostenrijk · Polen · Rusland · San Marino · Servië · Slovenië · Spanje · Tsjechië · Verenigd Koninkrijk · Wit-Rusland · Zweden · Zwitserland